# Andrée Putman
Pour les articles homonymes, voir Putman.
Andrée Putman, née Andrée Aynard le 23 décembre 1925 dans le 6e arrondissement de Paris où elle est morte le 19 janvier 2013,, est une architecte d'intérieur et designer française de renommée internationale.

## Biographie

### Enfance et jeunesse (1925-1944)
Andrée Putman naît en 1925 dans une famille bourgeoise de banquiers et notables d'origine lyonnaise. 
Son grand-père, Édouard Aynard, est le fondateur de la banque Maison Aynard et fils. Sa grand-mère, épouse d'Édouard, est Rose de Montgolfier, descendante de la famille des inventeurs du ballon à air chaud. Son père, Joseph Aynard, est écrivain, traducteur de Shakespeare. Normalien, il maîtrise à la perfection sept langues. Il a fait vœu d’austérité et de réclusion en réaction à son milieu. Sa mère, Louise Saint-René Taillandier, est concertiste, fantasque pianiste de talent, qui se console dans la frivolité « d’être une immense artiste sans scène ». Elle était la fille de la femme de lettres Madeleine Saint-René Taillandier et la petite-fille de l'académicien René Taillandier, dit Saint-René Taillandier.
Andrée Putman grandit dans le 6e arrondissement de Paris, rue des Grands-Augustins. 
Enfant, elle passe la plupart de ses étés à l'Abbaye de Fontenay, édifice cistercien abritant jadis les ateliers des frères Montgolfier, racheté par son grand-père en 1906. Cet endroit, austère, nourrit ses premières perceptions esthétiques : la géométrie des lieux, ses vues et perspectives. « Les jeux de pierre et de lumière, l’incroyable richesse et diversité des non couleurs » sont autant d'éléments qui trouveront un écho dans ses réalisations futures. « J’ai gardé de tout cela la plus grande méfiance à l’égard des affreux excès de surenchère ».
L'éducation artistique d'Andrée Putman passe d'abord par la musique : poussée par sa mère, elle écume les concerts avec sa sœur et joue beaucoup de piano. Elle se laisse cependant dire que ses mains ne sont pas celles d’une pianiste, et qu’en conséquence elle ne sera jamais virtuose. Elle est alors dirigée vers l’étude de la composition, au conservatoire national de Paris. Lorsqu'elle reçoit le Premier Prix d’Harmonie du Conservatoire des mains de Francis Poulenc, celui-ci lui assène qu’encore au moins dix années de travail acharné et de vie recluse lui seront nécessaires pour prétendre, peut-être, à une carrière de compositeur. Elle se voit alors comme les carmélites qu’elle imaginait à Fontenay, et cette semonce sonne le glas d’une carrière de musicienne, prévue comme en hommage à sa mère. Andrée cherche dès lors une voie plus à même de satisfaire sa curiosité.

### Début de carrière (1945-1977)
Elle est tout d'abord victime, à vingt ans, d'un grave accident de vélo duquel elle réchappe de justesse. Elle garde de cette épreuve un maintien physique très caractéristique : grande femme, très droite, démarche d’équilibriste. C'est peu après cet accident qu'elle s’émancipe d’une carrière musicale pesante et de l’apparente sécurité offerte par son milieu afin de satisfaire sa curiosité et partir à la découverte du monde. Le jour où elle décide de vider sa chambre de jeune fille et de la meubler seulement d’un lit de fer très dur, d’une chaise et d’une affiche de Mirò sur des murs blancs est une première manifestation de son désir d'indépendance face à une famille qui lui demande alors « si elle pense à la peine qu’elle leur fait ? ».
« Que peut-on faire quand on n’a pas été à l’école, qu’on est musicien et qu’on a arrêté la musique » demande-t-elle à sa grand-mère, Madeleine Saint-René Taillandier, présidente « mondaine et glaciale » du prix Fémina ? À part « grouillot », rien. C'est donc sur les conseils de sa grand-mère qu'Andrée devient coursier pour la revue Femina. Elle effectue toutes les basses œuvres de la rédaction, mais observe, l’œil toujours aiguisé, le théâtre social qui se tient lors des réunions « où l’on croisait le malade imaginaire et les Précieuses ridicules ». Elle collabore également avec les magazines Elle et l'Œil, prestigieuse revue d'art, où elle propose des installations remarquées d'objets de styles et d'époques différents. Elle identifie ce qui est raffiné et nouveau, enrichit sa connaissance des grands couturiers, …et passe tous les jours devant le Café de Flore.  « On y voyait Antonin Artaud, Juliette Gréco, Giacometti, Jean-Paul Sartre et Simone de Beauvoir… Des gens aux visages libres et qui n’étaient pas dans les conventions ». Ces premiers emplois lui permettent de côtoyer les artistes, personnalités qui lui sont plus familières que les intellectuels. À l’époque, Andrée Putman se cherche, se construit. Durant toutes ces années, elle n’ose pas encore s’exprimer pleinement. Elle s’efface toujours devant le talent des autres, qu’elle sait repérer rapidement  grâce à cette enfance surexposée à l’art. Ayant elle-même « souffert d’être enfermée dans des chemins balisés », elle est émue par les « créateurs incompris », « impressionnée par ces artistes qui ne cherchent rien d’autre que de rester dans le fin fond de leur sincérité, de leur risque », elle n’imagine que les aider, et faire le lien entre eux et le reste du monde.
À la fin des années 1950, Andrée Aynard épouse le collectionneur, éditeur et critique d'art Jacques Putman avec qui elle fréquente des artistes dont Pierre Alechinsky, Bram van Velde, Alberto Giacometti ou encore Niki de Saint Phalle. De leur union naissent deux enfants : Cyrille et Olivia. Elle devient, en 1958, styliste pour Prisunic, où elle s’emploie « à faire de belles choses pour rien », toutes consacrées à l’univers de la maison. Elle concrétise également sa volonté de rendre l'art accessible au plus grand nombre et de faire tomber les barrières entre les individus en proposant, avec son mari, des lithographies à tirage limité pour 100 francs seulement (1,73 € en monnaie constante), disponibles dans les magasins Prisunic.
Dès 1968, c'est dans l'agence de style Mafia qu'elle s'illustre. Elle est alors repérée par Didier Grumbach avec qui elle crée, en 1971, une nouvelle société orientée vers le développement du prêt-à-porter et du textile : Créateurs et Industriels. Elle sera, par son intuition, la révélatrice de nombreux talents, comme Jean-Charles de Castelbajac, Issey Miyake, Claude Montana, Thierry Mugler dans son concept store de la rue de Rennes… Parallèlement, elle commence discrètement à exprimer son talent pour l’agencement de lieux délaissés. Elle aménage par exemple Créateurs et Industriels dans un ancien entrepôt de la SNCF.

### Les années Écart (1978-1995)
À la fin des années 1970, l'aventure Créateurs et Industriels s'arrête et Andrée Putman divorce. Face au séisme de la séparation, elle cherche à donner une forme à son intense sentiment de vide : elle vit alors dans un espace aménagé d’un lit et de deux lampes, « dans la totale austérité, parce que je ne savais plus ce que j’aimais ». C’est à ce moment que, sous les encouragements de son ami Michel Guy, elle décide de créer le bureau Écart (palindrome de « Trace »). C'est donc à 53 ans qu’Andrée Putman entame véritablement la carrière qui l'a fait connaître de New York à Hong Kong.
Andrée Putman commence par ressusciter les talents oubliés du mobilier des années 1930 : René Herbst, Jean-Michel Frank et Adolphe Chanaux, Pierre Chareau, Robert Mallet-Stevens, Antoni Gaudí, Eileen Gray… Elle se passionne pour leur travail, déniche des pièces, restaure, réédite, fait connaître, élabore un catalogue d’une forte cohérence. « Mon seul souci était de me dire si j’intéresse au moins dix personnes, j’aurais accompli quelque chose qui va me porter toute ma vie ». Ses espérances seront largement dépassées : des milliers de personnes seront séduites par ces pièces.
De la réédition d’objets à la conception d’espace, il n’y a qu’un pas. Elle le franchit portée par son goût pour la pureté des structures. « Le luxe pompeux est une chose polluante qui me fait horreur. Je m’intéresse à l’essentiel, à la charpente, à la colonne vertébrale des choses ». Elle invente le concept de boutique-hôtel en aménageant l’Hôtel Morgans en 1984 à New-York. Ce chantier marque un tournant dans la carrière d’Andrée Putman : elle parvient à réaliser un hôtel de luxe avec très peu de moyens et affirme son style en proposant des chambres sobres et des effets d’optique. « C’est parce que j’ai commencé à travailler à New York, que les Français m’ont réclamée ». Elle réalise alors de plus en plus de projets d’architecture intérieure : elle conçoit des hôtels, dont Le Lac au Japon, l’Im Wasserturm en Allemagne et le Sheraton à l’aéroport de Roissy-Charles de Gaulle ; l'atelier d'Azzedine Alaïa ; des boutiques pour Balenciaga, Bally ou encore Lagerfeld ; des bureaux, notamment celui de Jack Lang au Ministère de la Culture en 1984 (devenu, depuis Lionel Jospin, le meuble de bureau des Premiers ministres à l'Hôtel Matignon) ; et des musées comme le CAPC, musée d’art contemporain de Bordeaux ou le musée des Beaux-Arts de Rouen.
En 1994, Andrée Putman réalise l'aménagement intérieur des avions Concorde exploités par Air France.
À travers ses réalisations, Andrée Putman a souhaité réconcilier les matériaux « riches » et « pauvres », utiliser la lumière de manière inédite et mettre les espaces à nu pour en retrouver l'origine ; elle s’est aussi attaquée aux modes de vie. Les appartements qu'elle a conçus ont permis de concrétiser sa volonté de rompre les codes : pourquoi dîner dans une salle à manger, cuisiner dans une cuisine, dormir dans une chambre, quand on peut faire tomber les cloisons, changer les habitudes ? « Il ne s’agit pas de se baigner dans son salon, de jouer au chef dans sa chambre à coucher, mais plutôt d’ouvrir les espaces à des occupations diverses, à des lieux flexibles. Pourquoi les espaces seraient-ils accaparés par une fonction plutôt que de favoriser les sensations qu’ils nous offrent ? ».

### Le Studio Putman (1997-aujourd'hui)
En 1997, Andrée Putman crée le Studio qui porte son nom, spécialisé en architecture intérieure, design et scénographie.
Lorsqu'elle dessine des objets, elle se moque des excès qui conduisent à vouloir absolument redessiner des pièces parfaitement conçues par d’autres. « Il faut accepter que beaucoup de choses ne peuvent plus être touchées ou à peine. Si on les touche, il faut apporter une graine de plaisanterie, un recul, un humour. C’est ce qui m’intéresse : qu’il y ait une plaisanterie dans une collection, une connivence possible ». Ainsi pour Christofle, avec qui elle entame une collaboration en 2000, elle dessine la ligne de couverts, d’objets et de bijoux Vertigo, dont le fil conducteur est un anneau légèrement tordu, asymétrique. « Cet anneau, toujours le même, est plus ou moins fin, avec des diamètres différents selon l’objet qui le supporte. Le fait que cet anneau soit tordu, lui donne une vie : est-il tombé ? Pourquoi est-il tordu ? L’imperfection fait partie de la vie. » Elle dessine également un seau à champagne pour Veuve Clicquot et réinterprète le mythique Steamer Bag de Louis Vuitton. En 2001, Andrée Putman crée son parfum « Préparation parfumée » ; deux ans plus tard, elle lance « Préparation meublée », sa propre ligne de meubles qu’elle s’amuse à nommer « Croqueuse de diamants », « Jeune bûcheron », « Bataille d’oreillers »…
En tant qu’architecte d’intérieur, elle réalise entre autres l’hôtel Pershing Hall à Paris en 2001, la maison La Pagode à Tel-Aviv en 2003, l’appartement de la collectionneuse et galeriste Pearl Lam à Shanghaï et le Blue Spa de l’hôtel Bayerischer Hof à Munich. En 2005, Guerlain désigne le Studio Putman pour revoir l’aménagement de son espace historique, sur les Champs-Élysées. Pour la demeure tangéroise de Bernard-Henri Lévy et Arielle Dombasle qu’elle conçoit en parallèle, Andrée effectue un travail de restructuration sur cet édifice dévalant une falaise et elle déploie, à l’intérieur, une succession de pièces à la fois majestueuses et sobres.
En 2007, c'est un nouveau chapitre qui s'ouvre puisqu'Olivia Putman, la fille d'Andrée Putman, reprend les rênes du Studio, un souhait de longue date de la fondatrice. « Nous nous sommes aperçus que notre nom était devenu, avec le temps et la renommée d’Andrée, un adjectif qualificatif. Un projet était Putman ou n’était pas Putman ! », déclare Olivia Putman. Diplômée en Histoire de l'Art et paysagiste de formation, elle souhaite perpétuer cet esprit « touche à tout » sans cesse revendiqué par sa mère.
En 2008, le maire de Paris Bertrand Delanoë choisit de confier la présidence du premier Comité Design Paris à Andrée Putman, lequel a pour mission d'engager des réflexions et d'émettre des avis dans les domaines du mobilier urbain, les équipements publics parisiens et les uniformes du personnel. La même année, elle présente Voie Lactée, le piano à queue qu'elle a dessiné pour la plus ancienne marque française de pianos Pleyel, et dévoile au Salon international du meuble de Milan la collection « Entrevue » pour Bisazza. Au mois de juin, la boutique qu’elle a aménagée pour la créatrice Anne Fontaine à New York est inaugurée, faisant suite à celles précédemment réalisées à Paris et Tokyo.
L’année suivante, Andrée et Olivia Putman présentent une nouvelle chaise dessinée pour l’entreprise américaine Emeco, une collection de lunettes pour RAC Paris, une ligne de tapis pour Toulemonde Bochart, un couteau pour Laguiole, la gamme de mobilier de jardin « Inside Out » pour Fermob, une collection de trois meubles pour l’éditeur français Silvera ainsi que la scénographie pour les concerts du chanteur Christophe à l'Olympia et l'exposition Madeleine Vionnet au Musée des Arts Décoratifs de Paris.
En octobre 2009, une nouvelle monographie consacrée à la carrière d'Andrée Putman est parue aux Éditions Rizzoli. L'année suivante, l'Hôtel de Ville de Paris lui rend hommage en accueillant une exposition qui retrace sa vie et qui attira plus de 250 000 visiteurs.

## Distinctions
- 2009 - Best design award (Prix du meilleur designer), voté par 4000 journalistes[10]
- 2008 - Chevalier de la Légion d'honneur, Officier des Arts et des Lettres, Paris, France[10]
- 2006 - Gale Spa award, Für Bayerischer Hof, Baden-Baden, Allemagne[10]
- 2005 - 1er prix veuve Cliquot pour la femme d'affaires, pour l'ensemble d'une carrière, Paris, France[10]
- 2002 - Hôtel of the year award, prix des meilleurs hôtels de l'année, Der Feinschmecker, Allemagne[10]
  - no 1 Ritz-Carlton, Wolfsburg[10]
  - no 3 Im Wassertum, Cologne
- 2001 - Iida star award, Chicago, États-Unis[10]
- 1999 - Modernism design award, prix du modernisme dans le design pour l'ensemble de sa carrière, Brooklyn Museum of Art, New York, États-Unis[10]
- 1998 - Honorary Doctor of fine arts degree, The School of The Art Institute of Chicago, Chicago, États-Unis
- 1997 - Stars of the design award, pour l'œuvre d'une toute une vie en Design d'Intérieur. Pacific design center, Westweek 97. Los Angeles, U.S.A
- 1996 - Honorary Doctor of fine arts degree, Parsons school of design, nommée Docteur Honoris Causa de la Parsons school of Design, New York, U.S.A
- 1996 - The good design award, prix du design industriel pour des produits destinés à des marchés mondiaux au Chicago Athenaeum, (musée de l'architecture et du design), Chicago, États-Unis
- 1996 - Business traveller award, Sheraton, Aéroport de Paris- Meilleur Nouvel Hôtel dans le Monde, décerné par Carlson Wagonlit),
- 1995 - Grand prix national de la création industrielle, décerné par Monsieur Philippe Douste-Blazy, Ministre de la Culture, Paris, France
- 1995 - Blenheim jewelry display award, Jewelers of America International- Bijouterie exposée à New York. Prix du meilleur Stand, New York, États-Unis
- 1993 - Oscar du design, Sponsorisé par le magazine économique français "Nouvel Economiste", Prix Prestige pour la collection de l'hôtel Morgans, Paris, France
- 1992 - Prix Crystal Award d'excellence en design, décerné par "the american society of interior designers", San Francisco Museum of Modern Art, San Francisco, États-Unis
- 1991 - Prix européen d'architecture d'intérieur[11], pour la catégorie "hôtels et restaurants" décerné pour l'Hôtel Im Wassertum (Cologne), Amsterdam, Pays-Bas
- Grand prix européen d'architecture d'intérieur, pour l'ensemble de sa carrière, catégorie hôtels et restaurants, bureaux, loisirs et théâtres, boutiques[10],[12]

### Décoration
- Chevalier de l'ordre des Arts et des Lettres (1987)[13]
- Chevalier de la Légion d'honneur

## Hommages
En 2019, la rue Andrée-Putman dans le 17e arrondissement de Paris est nommée en son honneur.
Une rue située à deux pas du centre commercial Docks 76 de Rouen porte le nom de « mail Andrée Putman ».

### Documentaire
- Saléha Gherdane, Andrée Putman, la grande dame du design (film documentaire), Arte, 2023 (recension : « « Andrée Putman, la grande dame du design », sur Arte : la liberté et l’audace d’une icône du goût français », Le Monde,‎ 3 février 2023 (lire en ligne))